# 부화연
《부화연》(浮華宴, 영어: An Inspector Calls)는 2015년 공개된 중국의 영화이다. 황백명, 구예도가 연출하고 황자환이 각본을 썼다. 고천락과 증지위, 모순균, 장한이 출연한다.

## 출연
- 고천락
- 증지위
- 모순균
- 장한
- 임가동
- 주수나
- 오천어
- 유암
- 황백명

## 특별출연
- 견자단
- 진혜림
- 등려흔
- 진정
- 유심유
- 장달명
- 사천화
- 황우남